# Klubina
Klubina (ungarisch Kelebény – bis 1907 Klubina) ist eine Gemeinde in der Nord-Mitte der Slowakei mit 555 Einwohnern (Stand 31. Dezember 2024), die zum Okres Čadca, einem Teil des Žilinský kraj gehört.

## Geographie
Die Gemeinde befindet sich im Tal des Flüsschens Bystrica zwischen dem Bergland Kysucká vrchovina südlich und dem Gebirge Kysucké Beskydy nordöstlich des Dorfes. Das knapp 15,6 km² große Gemeindegebiet ist ab dem Tal bewaldet und von braunen Waldböden bedeckt. Das Ortszentrum liegt auf einer Höhe von 450 m n.m. und ist 15 Kilometer von Čadca sowie 32 Kilometer von Žilina entfernt.

## Geschichte
Der Name Klubina wurde zum ersten Mal 1417 in einer Urkunde, die die Grenzen der Stadt Krásno nad Kysucou verzeichnet, in Bezug auf einen Bach erwähnt. Ein Jahr später werden umliegende Hügel als Kulbuzca bezeichnet. Eine Siedlung entstand im 16. Jahrhundert im Rahmen der walachischen Kolonisierung der Landschaft Kysuce, als Gemeinde wird sie aber erst 1662 erwähnt. Sie gehörte zum Herrschaftsgut der Burg Strečno und dazu waren sieben Wirtschaftshöfe der Gemeinde angeschlossen. Im späten 17. sowie im 18. Jahrhundert bestand im Dorf eine Glashütte.
1784 zählte man 60 Häuser und 344 Einwohner, 1828 16 Häuser und 361 Einwohner. Haupteinnahmequellen waren Land- und Forstwirtschaft, Teile der Bevölkerung arbeiteten als Hirten.

## Bevölkerung
| Jahr                | 1994 | 2004    | 2014    | 2024    |
| ------------------- | ---- | ------- | ------- | ------- |
| Anzahl der Personen | 522  | 516     | 544     | 555     |
| Unterschied         |      | −1,14 % | +5,42 % | +2,02 % |

| Jahr                | 2023 | 2024    |
| ------------------- | ---- | ------- |
| Anzahl der Personen | 544  | 555     |
| Unterschied         |      | +2,02 % |

Nach der Volkszählung 2011 wohnten in Klubina 537 Einwohner, davon 510 Slowaken und 2 Tschechen. 25 Einwohner machten keine Angabe. 509 Einwohner bekannten sich zur römisch-katholischen Kirche, 2 Einwohner zur griechisch-katholischen Kirche, 1 Einwohner zur evangelischen Kirche A. B. und 1 Einwohner war anderer Konfession. 4 Einwohner waren konfessionslos und bei 20 Einwohnern ist die Konfession nicht ermittelt.
Ergebnisse nach der Volkszählung 2001 (529 Einwohner):
| Nach Ethnie: - 100 % Slowaken | Nach Konfession: - 96,98 % römisch-katholisch - 2,84 % keine Angabe - 0,19 % evangelisch |

## Bauwerke
- Kapelle neben der Hauptstraße, 1823 errichtet
- Holzglockenturm aus dem 19. Jahrhundert

## Infrastruktur
In Klubina gibt es einen Kindergarten, eine Vier-Klassen-Grundschule sowie eine Bücherei. Das nächste Postamt ist in Stará Bystrica. Wasser- und Gasleitungen sind vorhanden, es fehlt jedoch die Kanalisation sowie Anschluss an eine Kläranlage. Durch den Ort verläuft die Straße 2. Ordnung 520 (Krásno nad Kysucou–Lokca).